# 官城水库
官城水库是中国广西壮族自治区贵港市平南县境内的一座水库，位于浔江支流乌江河上，建于1973年。水库正常库容为1997万立方米，集雨面积为4平方千米，海拔为56.5米。